# Nichteisenmetall
Als Nichteisenmetall werden alle Metalle im Periodensystem außer Eisen bezeichnet. Meist wird dafür die Abkürzung „NE-Metall“ verwendet. Zu den bekanntesten Nichteisenmetallen zählen Kupfer, Aluminium, Zink, Nickel, Blei, Magnesium, Gold und Silber.

## Weitere Einteilungen
Technisch verwendete NE-Metalle werden folgendermaßen unterteilt:
- Basismetalle
  - Buntmetalle
  - Leichtmetalle (meist ρ < 4,5–5 g/cm3)
  - Edelmetalle
- Technologiemetalle
- Begleitmetalle

Eine weitere Einteilung erfolgt in Abhängigkeit der Verarbeitung als
- Knetlegierungen
- Gusslegierungen

Reinmetalle werden mit ihrem chemischen Symbol und ihrer Reinheit in Prozent gekennzeichnet. Bei Edelmetallen, die zu Schmuck oder Münzen verarbeitet werden, gibt es zudem eine historisch begründete Kennzeichnung in Karat oder Feingehalt.

## Nichteisen-Legierungen
Nichteisen-Legierungen werden alle Legierungen genannt, die weniger als 50 % Eisen enthalten.
Für NE-Legierungen war die Kennzeichnung in Deutschland in der im Mai 2000 zurückgezogenen DIN-Norm DIN 1700 geregelt. Diese Norm ist in die ISO 1190-1 übergegangen. Angegeben wurden die chemischen Symbole des Basismetalls und des Haupt-Legierungselements, dem sein Legierungsgehalt in Masse-Prozent folgt (ab einem Gehalt von über 1 %).
Die Legierung AlMn1 ist demzufolge eine Aluminium-Legierung mit 1 % Mangan; die Legierung CuNi25Zn15 ist eine Kupferlegierung mit 25 % Nickel und 15 % Zink.

## Anwendungen
Nichteisenmetalle finden in vielen Bereichen der Technik und des Alltags Anwendung:
- als Gussteile (Sand-, Kokillen- oder Druckguss)
- als Konstruktionswerkstoff für Flugzeuge und den Leichtbau (Aluminium, Magnesium, Titan)
- als elektrische Leiter (Kabel, Stromschienen, Kontakte)
- als thermisch leitender Werkstoff in der Gießereitechnik (z. B. Kokillen, Gießräder, Tiegel) und in der Schweißtechnik (Schweißdüsen, Schweißkappen in Robotern, z. B. in der PKW-Stahlblechverarbeitung)
- als Lagerwerkstoffe für Motoren, Antriebe und Getriebe
- zur Speicherung von elektrischer Energie (Akkumulatoren und Batterien)
- als korrosionsbeständige Bauteile in der marinen Anwendung
- als hygienische, (Trink-) wasserführende Rohre (Kupfer) und Verbinderkomponenten bzw. Fittings[2]
- zur Dachdeckung und Außenwandbekleidung (Zink und Kupfer)[3]
- als Fertigteile beim Hausbau (Dachrinnen, Fallrohre) (Zink und Kupfer)[4]
- für Behälter jeder Größe im Zusammenhang mit Lebens- und Genussmitteln
- als Produkte im Beschlagwesen (Schloss, Schlüssel, Beschläge)
- in der Medizintechnik (MRT, Abschirmungen, Strahlenschutz)
- als Schmuck- und Münzwerkstoff (Gold, Silber, Kupfer, Messing)
- als Beschichtungswerkstoff zum Korrosionsschutz (Verzinken, Verzinnen)
- als Sinterteile